# Kudelász Ildikó

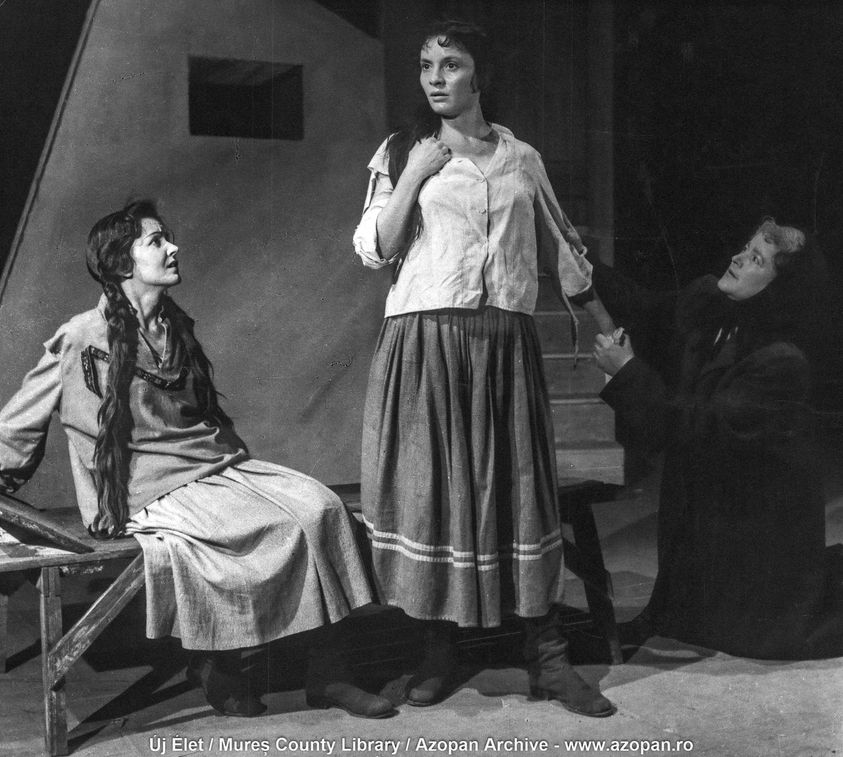
balról: Kudelász Ildikó, Nagy Ilona, Kovács Erzsébet, 1960, Sepsiszentgyörgy

Kudelász Ildikó (Kolozsvár, 1926. november 12. – Sepsiszentgyörgy, 2008. augusztus 8.) erdélyi magyar színész, előadóművész, színikritikus.

## Életútja
Kudelász Károlynak, a kolozsvári magyar színház díszlettervezőjének leánya. Négy osztályt szülővárosában a Marianum leánygimnáziumban végzett (1941), majd kijárta a Nemzeti Színház Színművészeti Iskoláját is (1944). A sepsiszentgyörgyi Dolgozók Színháza, majd Állami Magyar Színház művésze volt 1948-tól 1977-ig. Majdnem 30 évig játszott a sepsiszentgyörgyi magyar színházban (1998 óta Tamási Áron Színház). Önvallomása szerint „tollforgató színész”. A Hargita, Megyei Tükör, Falvak Dolgozó Népe, Brassói Lapok, A Hét, Új Élet, Utunk, majd 1990-től a Háromszék, Romániai Magyar Szó, Keresztény Szó hasábjain jelentkezett a színházi életből vett írásaival.
Előadóművészként önálló esteken mutatta be a világirodalom remekeit, Áprily Lajost versei és vallomásai tükrében, Kányádi Sándor költői útját, Veronica Porumbacu, Holló Ernő verseit adta elő, Magányos aktor című műsorával a színházról tett vallomást, Fecskeköszöntő és Álom a vár alatt című estéin gyermekversekkel lépett fel (1969-1980).
Szívesen idézte fel a „régi játszótársak” emlékét. Így a Romániai Magyar Szóban portrét rajzolt Kádár Imréről, az „elfelejtett színházigazgató”-ról (1992. február 29-március 1.) és Fényes Alice művésznőről (1992. augusztus 8-9.).
Sepsiszentgyörgy Pro Urbe-díjas polgára volt. 2008. augusztus 12-én vettek tőle búcsút a Tamási Áron Színház előcsarnokában felállított ravatalnál, majd a sepsiszentgyörgyi katolikus temetőben helyezték örök nyugalomra.

## Fontosabb szerepei[1]
- Marianna (Carlo Goldoni: Különös történet, 1954/55);
- Lujza (Friedrich Schiller: Ármány és szerelem, 1959/60);
- Laura (Tennessee Williams: Üvegfigurák, 1962/63);
- Nonnie néni (Tennessee Williams: Az ifjúság édes madara, 1969/70);
- Sultana (Lucia Demetrius: Három nemzedék, 1973/74);
- Matilde (Friedrich Dürrenmatt: Az öreg hölgy látogatása, 1975/76).

## További irodalom
- Holló Ernő: A versmondó asszony. Megyei Tükör 1971. december 10.

## Külső hivatkozások
- Elhunyt Kudelász Ildikó, kultura.hu
- Magunkban hordozni a csodát (Részletek a Kudelász Ildikó színművésznő 80. születésnapján készített beszélgetésből), Háromszék, 2008. augusztus